# Dekameron 40 czyli cudowne przytrafienie pewnego nieboszczyka
Dekameron 40 czyli cudowne przytrafienie pewnego nieboszczyka – polska komedia z 1971 roku na podstawie czterdziestej noweli Dekameronu Giovanniego Boccaccia.

## Obsada
- Marzena Trybała – Angela, żona Mazzea
- Hanna Skarżanka – Rozyna, służąca żony Mazzea
- Peter Słabakow – Ruggiero
- Tadeusz Kondrat – doktor Mazzeo de la Montana
- Lech Ordon – sędzia
- Małgorzata Załuska – Nanette
- Bernard Ładysz – kat
- Ewa Pokas – Eliza
- Gustaw Lutkiewicz – lichwiarz Pepino
- Jerzy Obłamski – lichwiarz Stefano
- Roman Wilhelmi – Ruggiero (głos)